# 何挺颖
何挺颖（1905年—1929年），陕西省南郑县人。中国共产党早期人物。

## 生平
1925年加入中国共产党。1927年秋，参加湘赣边界秋收起义，曾任工农革命军第一师师党委书记。1928年5月4日，中国工农红军第四军成立时，任三十一团党代表，后任二十八团党代表、湘赣边界特委委员。1929年1月，在江西省大庾县平顶坳战斗中负伤。2月在吉潭遭敌袭击，壮烈牺牲。